# 宇宙戦艦ヤマト2199 星巡る方舟
『宇宙戦艦ヤマト2199 星巡る方舟』（うちゅうせんかんヤマトにいいちきゅうきゅう ほしめぐるはこぶね）は、2014年12月6日より公開された「宇宙戦艦ヤマトシリーズ」のアニメ映画。
テレビシリーズ『宇宙戦艦ヤマト2199』の総集編『宇宙戦艦ヤマト2199 追憶の航海』と並び、「宇宙戦艦ヤマトシリーズ」40周年記念作品の1つ。
第1作『宇宙戦艦ヤマト』のリメイクであるテレビシリーズとは異なり、旧ヤマトシリーズ作品をベースとしない完全新作映画である。内容は『宇宙戦艦ヤマト2199』のサイドストーリーで、時間軸的にはイスカンダルからの帰路における大マゼラン外縁部到達時の話（第24話と第25話の間の話）となっており、新たなる敵帝星ガトランティスとの戦いや、謎の惑星における異星人との相互理解を描いている。

## ストーリー
西暦2199年、人類絶滅まで1年と迫った地球を救うためにヤマトが発進してから7か月が経った。ヤマトはイスカンダルに到着し、地球再生のためのコスモリバースシステムを手に入れたのみならず、宿敵だったガミラスと暫定的な和平を結ぶことにも成功し、平和裏に地球への帰路に就いて1か月が過ぎようとしていた。
同じ頃、宇宙空間には七色星団海戦を生き延びた元ドメル機動部隊第二空母「ランベア」が航行中にあり、その艦内にはドメルの幕僚フォムト・バーガーがいた。単独航行を続けていたランベアは、バーガーの同期であるネレディア・リッケ率いる第8警務艦隊に停船させられる。しかし、ヤマトへの復讐を固く誓うバーガーは、ガミラス本国が出したヤマトへの攻撃禁止命令にもネレディアの説得にも耳を貸さなかった。その時、バーガーの耳に謎の歌が聞こえ、艦内に警報が響き始めた。
一方、ヤマトは大マゼラン外縁部で、ガミラスの敵対国家「帝星ガトランティス」の艦隊と遭遇し、相手指揮官であるゴラン・ダガームから、艦の明け渡しを要求される。要求を拒否して逃走するヤマトに、ダガームは旗艦「メガルーダ」に搭載された最新兵器「火焔直撃砲」による猛攻を仕掛ける。ヤマトはからくもワープでダガーム艦隊を振り切るが、薄鈍色の異空間に迷い込んでしまったうえ、何らかの意志により艦の制御を奪われて謎の惑星へ誘導される。
情報収集のため、古代進は桐生美影、沢村翔、新見薫、相原義一、アナライザーの5名と1体で上陸班を編成して惑星へ上陸するが、彼らの耳にもバーガーと同じ謎の歌が響く。そして惑星を謎の超常現象による殻が覆い、上陸班はヤマトと分断されてしまう。探査を続ける古代たちは、惑星上の密林でそこにあるはずのない戦艦の残骸を見つける。それは、かつて地球で沈没した戦艦「大和」だった。古代たちは大和内部へ進入するが、そこは優美なホテルになっていたうえ、出入り口が塞がって閉じ込められてしまう。そして奇妙なことに、桐生は密林にも大和にも、そしてホテル内部にも見覚えがあった。
ホテルの奥へ進むと、そこには古代たちと同様に迷い込んでの調査中に脱出できなくなっていたバーガー、ネレディア、ヴァンス・バーレン、クリム・メルヒの4名のガミラス兵がいた。古代たちはバーガーたちにザルツ人と誤認されて受け入れられ、脱出する方法を模索するための共同生活に入る。
各々が思いを巡らせつつ1週間が経った頃、しびれを切らしたメルヒはどこかへ消えてしまう。そして桐生もまた動かないはずのエレベーターに乗り、ホテルの11階まで到達する。古代たちが桐生を追ってホテルの最上階まで行くと、そこには桐生に銃を突きつけたメルヒと、ネレディアがいた。ネレディアは古代たちがヤマトの乗組員であることを暴露し、真実を知ったバーガーは古代と銃を向け合うが、どちらも撃つことはなかった。1週間の共同生活を経て古代たちとの間にかすかなながら信頼関係を築いていたバーガーは、ネレディアに銃を向ける。そこにいたネレディアの正体は、滅びたとされる惑星ジレルの巫女レーレライ・レールだった。その直後、ホテルは神秘的な遺跡に変貌する。この星は、古代アケーリアス文明の遺跡にしてジレルの聖地でもある宇宙船「シャンブロウ」であり、わずかに生き残ったジレル人たちが身を潜めていた。その遺跡には、アケーリアスの子孫たちが集まり、7日後に手を携えることによってシャンブロウが長い眠りから目覚めるという言葉が刻まれていた。古代、バーガー、レーレライの3人が互いの手を取り合うと、シャンブロウは目覚め、真の姿を現し始めた。
同じ頃、ヤマトの空間航跡をたどったダガーム艦隊は異空間へ到達する。そこにあるシャンブロウこそ、ガトランティスが真に探し求めていた宝「静謐（）の星」だった。ダガームは邪魔になったヤマトを始末するため、火焔直撃砲による猛攻を始める。古代たちは地球へ帰るため、バーガーたちはランベアの老兵や少年兵を故郷へ帰すため、ダガーム艦隊と戦うことを決意し、ヤマト・ガミラスの合同艦隊とダガーム艦隊による艦隊戦が始まる。
戦闘の最中、被弾したメガルーダは単艦で戦線を離脱して惑星中枢へ向かうが、偶然にもその先には逃走中に座礁したランベアがいた。バーガーはダガーム艦隊を引き受け、ヤマトにランベア救出を任せる。単艦惑星に降下したヤマトは、一騎討ちの末にメガルーダを撃沈する。バーガー艦隊とダガーム艦隊の戦闘も終結しており、バーガーは乗艦が大破しながらも生き残る。
戦いが終わった後、真の姿を現したシャンブロウは、ジレルの生き残りを乗せて宇宙の彼方へ旅立つ。ランベアもまた、ヤマトに別れを告げ去って行く。そしてヤマトは、再び地球への帰路に就く。

## 主な登場キャラクター

### 地球人
古代進
ヤマト戦術長。一尉。20歳。
兄である守が残した「異星人とも理解しあえる」という言葉を胸に押しとどめている。ヤマトが謎の惑星に引き寄せられた際に、調査隊を編成して調査に降り立つ。
テレビシリーズ後半での活躍の少なさを反省して、本作では大きくスポットを当てられ、沖田からの世代交代やバーガーら異星人との相互理解というテーマが与えられている。序盤では真田に代わって臨時で艦全体の戦闘指揮を執り、終盤ではガトランティスとの戦闘に当たり真田から正式に指揮権を委譲され、旧作での艦長代理のような活躍を見せる。
桐生美影
ヤマト技術科員。准尉。18歳。
本作のヒロインにして語り部。調査隊メンバーとして謎の惑星に降り立つ。沢村とはあるトラブルから少々険悪な関係になっている。
本作用に作られたキャラクターであり、唐突な登場を避けるためテレビシリーズにおいて先行登場していた。
沢村翔
ヤマト航空隊員。三尉。19歳。
キ八型試作宙艇（コウノトリ）のパイロットとして調査隊メンバーに加わり、謎の惑星に降り立つ。
桐生とは対照的に、テレビシリーズではその他大勢という立ち位置のサブキャラクターだったところを本作で主要キャラクターとして起用された。
新見薫
ヤマト情報長。桐生の直属上官。一尉。27歳。
調査隊メンバーとして謎の惑星に降り立つ。古代進の姿に恋人だった守を重ねている。
相原義一
ヤマト通信長。三尉。22歳。
調査隊メンバーとして謎の惑星に降り立つ。
AU-09（アナライザー）
ヤマトのサブフレーム。調査隊メンバーとして謎の惑星に降り立つが、途中でコウノトリとともに待機となり、終盤まで登場しなくなる。
『YRAラジオヤマト』第35回ドラマパートでは、待機中の出来事が語られている。
森雪
ヤマト船務長。一尉。19歳。
テレビシリーズのメインヒロイン。シリーズ終盤から、古代とは非常に親密な関係になっている。謎の惑星調査時にはヤマトに残留したため、出番は少ない。
島大介
ヤマト航海長。一尉。20歳。
真田志郎
ヤマト副長兼技術長。三佐。29歳。
沖田が病床で不在のため、艦の指揮を執っている。古代の成長を見て密かに笑みを見せている。
沖田十三
ヤマト艦長。宙将。57歳。
本作では遊星爆弾症候群の進行により職務から遠ざかっており、終始艦長室にいる。訪ねてきた古代と楽しく語り合っており、佐渡酒造から親子のようと言われる。
市川純
本作初登場のヤマト船務科員。相原の交代要員。二士。20歳。
デザインは桐生の没デザインの1つ。
土方竜
国連宇宙軍空間防衛総隊司令長官。宙将。56歳。
プロローグとエピローグにのみ登場する。沖田の親友で、彼の帰還を強く信じている。
桐生悟郎
月面に取り残された空間騎兵第7連隊連隊長。一佐。46歳。
桐生美影の父親で部下からの信頼も厚い。ヤマトの地球出発当時、自分たちは見捨てられていないと信じつつ力尽きて戦死する。
斉藤始
月面に取り残された空間騎兵第7連隊隊員。宙曹長。27歳。

### ガミラス人
フォムト・バーガー
元ドメル幕僚。ランベア艦長代理。少佐。27歳相当。
七色星団海戦を乗艦ランベアとともに生き残り、本国からの停戦命令に背きヤマトに復讐を誓う。かつてメリアという恋人がいた。
ヤマトとの因縁があり、キャラも立っているという理由から、本作への登場が見越され、テレビシリーズで明確な戦死シーンが描かれていなかった。
ネレディア・リッケ
第8警務艦隊指揮官兼同艦隊旗艦ミランガル艦長。大佐。27歳相当。
バーガーと同期の女性軍人。過去の武勲により大佐にまで昇進した。
クリム・メルヒ
元ランベアのスヌーカ隊隊員。少尉。23歳相当。
七色星団海戦においてバーガーの部下として攻撃機スヌーカを駆った。シャンブロウ
戦ではツヴァルケを操り、パラカスのキスカを機能停止させる。
ヴァンス・バーレン
元ガルント爆撃指揮官。大尉。64歳相当。
七色星団海戦で破損した重爆撃機ガルントとともにランベアに回収された。バーガーとネレディアの関係を熟知する老将校。
バーガーと同様、本作への登場を見越して、テレビシリーズでは明確な戦死シーンが描かれていなかった。
メリア・リッケ
故人。ネレディアの妹で、バーガーの恋人。容姿が桐生美影に酷似している。ガトランティスの攻撃によって戦死した。
バシブ・バンデベル
物語冒頭に登場。ヘルム・ゼーリックの元部下で、クーデターの計画に関わった人物。処刑を恐れて逃亡生活を続けていたところ、ダガーム艦隊と遭遇・交戦し、戦死する。

### ガトランティス人
“雷鳴”のゴラン・ダガーム
ガトランティスのグタバ（小マゼラン）遠征軍大都督。42歳相当。
大帝から静謐の星探索の勅命を受けて大マゼラン銀河まで遠征してくるが、その途上でガミラスに多大な被害を与えた兵器（波動砲）を有するヤマトに興味を示し、ヤマトの前に現れて艦の引き渡しを要求してくる。そして逃げるヤマトを執拗に追い、謎の惑星「シャンブロウ」で、ヤマト・ガミラス合同軍と対峙する。
“白銀”のシファル・サーベラー
帝星ガトランティスの丞相。23歳相当。
“疾風”のイスラ・パラカス
ダガームの部下で、キスカ遊撃隊指揮官兼空母キスカ艦長。36歳相当。
ボドム・メイス
ダガームの部下で旗艦メガルーダ艦長。
度重なるダガームの専横を苦々しく思い、サーベラーに通じてダガームの更迭を画策するが、逆上したダガームに斬り殺される。

### ジレル人
レーレライ・レール
異能民族ジレル人の巫女。28歳相当。
母星滅亡と迫害を逃れ、シャンブロウに隠れ潜むジレル人たちのリーダー。ネレディアに化けて古代とバーガー達を争わせようとしたが、バーガーによって見破られる。

## 主な登場メカ

### 国連宇宙軍
メカニカルデザインは主に玉盛順一朗が担当。
宇宙戦艦ヤマト
地球初の恒星間航行用宇宙船。全長333m。
イスカンダルにおいて、コスモリバースシステムのエレメントとして改造を施され、地球への帰途についていた。
帰路の話のため、波動砲口に蓋をされた姿で登場。マーキングの追加など、3DCGモデルがやや改訂されている。
キ8型試作宙艇
旧特殊探索艇。本作新規登場の艦載艇。
通称は「コウノトリ」。元々はイズモ計画用の機体であり、地球発進時から搭載されていたが、その存在は乗組員の多くに伏せられていた。
金剛型宇宙戦艦キリシマ
連合宇宙艦隊・第一艦隊旗艦。全長205m。艦長は山南修。
ヤマト地球出発時に護衛を務め、任務終了後、月面に孤立していた空間騎兵第7連隊の生き残りを救出して地球へ帰還する。

### ガミラス軍
ゼルグート級一等航宙戦闘艦 ゼルグートII世
ゼルグート級の1番艦。全長730m。艦長はバシブ・バンデベル准将。
ゼーリックのクーデター失敗以降、ガミラス本星へと帰還中の基幹艦隊から離反し、大マゼラン外洋をさまよっていたが、ガトランティスのダガーム艦隊に襲撃され、僚艦とともに火焔直撃砲により消滅する。
ガイペロン級多層式航宙母艦 ランベア
元ドメル機動部隊の第二空母。全長410m。最上級士官（艦長代理）はフォムト・バーガー。
七色星団海戦においてイオンの嵐が渦巻く雲海に沈没していったが、辛うじて生還し登場する。
ゲルバデス級航宙戦闘母艦
戦艦と空母の能力を併せ持つ特殊艦。全長390m。
ミランガル
赤・白・黒の3色迷彩塗装の艦。第8警務艦隊旗艦。艦長はネレディア・リッケ大佐。
惑星シャンブロウではバーガーの乗艦となってダガーム艦隊と交戦し、大破する。
ニルバレス
緑色塗装の艦。第8警務艦隊所属艦。火焔直撃砲で消滅する。

空間重爆撃機DBG88 ガルント
七色星団海戦に投入された大型機。被弾して雲海に墜落したところをランベアに救出されていたが、登場からまもなく宇宙に放り出され喪失する。

### ガトランティス軍
メカニカルデザインは主に石津泰志が担当。ラスコー級、ククルカン級、ナスカ級はテレビシリーズに登場したものと同一種だが、設定の再構築が行われており、名称やデザインなども変更されている。
メダルーサ級殲滅型重戦艦 メガルーダ
メダルーザのリメイク艦。全長505m。
グタバ遠征軍の旗艦。艦長はボドム・メイス。
ガトランティス人の好戦志向を体現した大型戦艦で、正面火力が強められている。
ラスコー級突撃型巡洋艦
テレビシリーズでのラスコー級宇宙巡洋艦。全長240m。
グリアデ
ヤマトを追って突出したため、火焔直撃砲により焼失する。

ククルカン級襲撃型駆逐艦
テレビシリーズでのククルカン級宇宙駆逐艦。全長190m。
ナスカ級打撃型航宙母艦 キスカ
テレビシリーズでのナスカ級宇宙中型空母。全長334m。
キスカ遊撃隊旗艦。艦長はイスラ・パラカス。
2層構造の艦体を持ち、上部構造物上に飛行甲板を持つ。空母としては火力が高く、対空兵装なども充実している。
甲殻攻撃機 デスバテーター
旧デスバテーター。テレビシリーズでは名前の無い異星攻撃機として登場していた。全長16.2m。
メガルーダおよびキスカの艦載機。搭載艦によってカラーリングが異なる。
火焔直撃砲
メガルーダに搭載されている特殊兵器。エネルギー転送装置「転送投擲機」によりエネルギー火線を空間跳躍させ、アウトレンジ攻撃を行う大砲。
転送装置はガミラス人技術者の捕虜に開発させたものであり、物質転送機と同系統の技術となっている。砲はガミラスとも異なる異星文明からの盗掘品で、ゼルグート級の正面装甲を打ち破って艦首から艦尾まで貫通するだけの威力を持つ。

## 登場勢力・登場天体
地球
プロローグとエピローグに登場。エピローグでは地下都市の惨状が描かれている。このプロローグとエピローグは、本作を単なるテレビシリーズの1エピソードではなく1本の映画として昇華させるために加えられた。
空間騎兵第7連隊
プロローグに登場。国連宇宙軍・宇宙海兵隊の下部組織「空間騎兵隊」の中の一連隊。月面に駐屯していたが、ガミラス機動部隊（テレビシリーズ第1話・第2話でヤマトを襲撃してきた部隊）の攻撃により壊滅し、隊員は斉藤以下5名のみ生還した。

大ガミラス帝星
テレビシリーズでの主敵だった国家。デスラー政権崩壊後、イスカンダルの仲介により暫定的ながらもヤマトと和平を結んでおり、全軍へヤマトへの攻撃禁止命令を出している。しかし、政権崩壊の混乱から徹底はされていない。
第8警務艦隊
本作にメインで登場するガミラスの一勢力。指揮官はネレディア・リッケ大佐。ゲルバデス級2隻をはじめとする計12隻の小規模艦隊。
ヤマトへの攻撃禁止命令を伝えるため、単独航行を続けるランベアに接触するが、その直後にランベアもろとも静謐の星へと迷い込む。

帝星ガトランティス
本作での主敵。ガミラスと敵対関係にある国家。大帝を頂点とした戦闘民族国家であり、異文明の技術を吸収しながら国力を増大させている。テレビシリーズでは第11話や第21話などにゲスト出演していた。
グタバ遠征軍
本作にメインで登場するガトランティスの一勢力。指揮官はゴラン・ダガーム。なお、「グタバ」はガトランティス語で「小マゼラン」を表す言葉であり、グタバ遠征軍はテレビシリーズでドメルと交戦した部隊である。
大帝から静謐の星にあると伝えられる遮蔽技術の奪取の任を受け、大マゼラン銀河までやってくる。

ジレル
精神感応能力を持つ者が多く存在する種族。テレビシリーズに数少ない生き残りとしてミーゼラ・セレステラとミレーネル・リンケが登場している。その力を恐れた他種族に滅ぼされたが、偶然巡礼に出ていたために難を逃れた人々がいたことが本作で明かされる。
古代アケーリアス文明
太古に存在した文明。現在では滅びているが、極めて発達した科学力を有していたとされており、テレビシリーズではアケーリアスが残したとされる亜空間ゲートが登場していた。
本作では地球人を含むヒューマノイドは全てアケーリアスの遺伝子を継ぐ同根の種族であるとされている。
惑星カッパドギア
大マゼラン銀河外縁部・タランチュラ星雲付近に位置する自由浮遊惑星。複雑な空洞構造を持ち、ダガーム艦隊に追われるヤマトが逃げ込んだ。ヤマトが空洞内部でワープしたことにより、発生した重量干渉波で惑星表面が爆発した。また、この強引なワープによりヤマトは薄鈍色の異空間へ迷い込むことになる。
メデューラ
カッパドギアに生息する宇宙生物。イカかクラゲのような外見の生物で、接触した艦船などからエネルギーを吸収する特性を持つ。カッパドギアで戦闘中のヤマトとガトランティス艦に取り付いてエネルギーを吸収し始め、ヤマトがワープに踏み切る原因となった。

惑星シャンブロウ
ヤマトが迷い込んだ薄鈍色の異空間にただ1つ存在する星。ガトランティスからは「静謐の星」と呼ばれる。
表面は液体だが、その内部は2層構造となっており、液体の下にも空洞がある。その空洞内は、神話の世界のような情景で、地球のアマゾンに酷似したジャングルを持つ。劇中では桐生の記憶から作られていると推測されている。
その正体は、古代アケーリアス文明の遺跡にしてジレル人の聖地である恒星間播種船「シャンブロウ」であり、本作のサブタイトルとなっている「星巡る方舟」である。薄鈍色の異空間自体が巨大な宇宙船の内部であり、惑星はその一部に過ぎない。長きにわたり眠りについていたが、古代、バーガー、レーレライの3人が手を携えることで目覚め、真の姿を現した。
大和ホテル
シャンブロウのジャングル内にあった戦艦大和の内部に存在するホテル。レーレライが桐生から読み取った記憶を基に現出させたもの。ガミラス人には屋内の装飾はガミラス風の様式に見える。
なお、ジャングル内に横たわる船というアイデアは、ヴェルナー・ヘルツォークのアドベンチャー映画『フィツカラルド』の1シーンがヒントになっている。当初は大和ではなくタイタニック号などにするつもりだったが、チーフメカニカルディレクターの西井正典のアイデアにより大和になった。

## キャスト
- 沖田十三 - 菅生隆之
- 古代進 - 小野大輔
- 森雪 - 桑島法子
- 島大介 - 鈴村健一
- 真田志郎 - 大塚芳忠
- 新見薫 - 久川綾
- 桐生美影、メリア・リッケ - 中村繪里子
- 沢村翔 - 近木裕哉
- 相原義一 - 國分和人
- 南部康雄 - 赤羽根健治
- 太田健二郎 - 千葉優輝
- 佐渡酒造 - 千葉繁
- 徳川彦左衛門 - 麦人
- 山崎奨 - 土田大
- 榎本勇 - 藤原啓治
- 加藤三郎 - 細谷佳正
- 篠原弘樹 - 平川大輔
- 山本玲 - 田中理恵
- AU-09 - チョー
- 北野哲也 - 木島隆一
- 林繁 - 松本忍
- 西条未来 - 森谷里美
- 市川純 - 藤田咲
- 岬百合亜 - 内田彩
- 原田真琴 - 佐藤利奈
- 西川淳 - 寸石和弘
- 根本幹雄 - 板取政明
- 岩田新平 - はらさわ晃綺
- 遠山清 - 遊佐浩二
- 土方竜 - 石塚運昇
- 藤堂平九郎 - 小川真司
- 山南修 - 江原正士
- 桐生悟郎 - 森功至
- 斉藤始 - 東地宏樹
- 永倉志織 - 雨谷和砂
- 倉田勝 - 吉開清人
- 天城敏郎 - 斉藤次郎
- 古橋弦 - 髙階俊嗣
- キリシマ航海士 - 河本啓佑
- フォムト・バーガー - 諏訪部順一
- ネレディア・リッケ - 園崎未恵
- クリム・メルヒ - 立花慎之介
- ヴァンス・バーレン - ふくまつ進紗
- ミルト・エヴァンス - 広橋涼
- バシブ・バンデベル - 田坂浩樹
- マイゼル・ドラム - 宇垣秀成
- ガミラス兵 - 茂木たかまさ
- ゴラン・ダガーム - 大友龍三郎
- シファル・サーベラー - 甲斐田裕子
- イスラ・パラカス - 田中正彦
- ボドム・メイス - 石井康嗣
- キチェ・トールギン - 浜田賢二
- ガトランティス戦士 - 伊勢文秀、菊本平、坂巻学
- レーレライ・レール - 岩男潤子

以下はオープニングのみ音声があるキャスト。音声自体はテレビシリーズのものを流用。
- メルダ・ディッツ - 伊藤静
- ヴェム・ハイデルン - 辻親八
- ヴォルフ・フラーケン - 中田譲治
- ミーゼラ・セレステラ - 茅原実里
- エルク・ドメル - 大塚明夫
- スターシャ・イスカンダル - 井上喜久子

## 製作

### スタッフ
- 企画 - 石川光久、河野聡、西﨑彰司
- 原作 - 西﨑義展
- 総監督・脚本 - 出渕裕
- チーフディレクター - 別所誠人
- 構成協力 - 高山文彦
- 脚本協力 - 大野木寛
- 絵コンテ - 出渕裕、片山一良、前田真宏、京田知己、樋口真嗣、深海蒼、高山文彦、大倉雅彦
- 演出 - 別所誠人、榎本明広、中山勝一、高橋幸雄、やしろ駿
- キャラクターデザイン・総作画監督 - 結城信輝
- チーフメカニカルディレクター・メカ総作画監督 - 西井正典
- メカニカルデザイン - 石津泰志、玉盛順一朗
- セットデザイン - 青木薫、小林誠、高倉武史
- 作画監督 - 乘田拓茂、前田明寿、石原満、髙木弘樹、山岡信一、岸本誠司、中本尚子、武本大介、梶浦紳一郎、垣野内成美、飯田史雄、高見明男、黄瀬和哉
- エフェクト作画監督 - 橋本敬史
- メカ作画監督 - 加藤優
- メカニカルディテール原画 - 石津泰志、玉森順一朗、渡部隆
- メカニカルディテールワークス - 高倉武史、渭原敏明、枝松聖、上津康義
- 撮影監督 - 青木隆
- 美術監督 - 谷岡善王
- 編集 - 小野寺絵美
- 音楽 - 宮川彬良、宮川泰
- 音響監督 - 吉田知弘
- CGディレクター - 上地正祐
- CG制作協力 - SUNRISE D.I.D.
- プロデューサー - 郡司幹雄、藤澤宣彦、鈴木忍
- 統括プロデューサー - 、上山公一、古川寛高、黒田康太
- エグゼクティブプロデューサー - 長谷川隆一、三本隆二、小野口往、後藤能孝、二宮清隆、吉田健太郎、奥野敏聡、井上俊次
- アニメーション制作 - XEBEC
- アニメーション制作協力 - アスリード、XEBECzwei、スタジオディーン、AIC、A-Line、Production I.G
- 製作 - 宇宙戦艦ヤマト2199製作委員会

### 企画
本作の発端は、テレビシリーズの先行上映版第五章（2013年4月公開）を制作していた頃に製作委員会から発案された総集編である。出渕は全26話のエピソードを1本の総集編にまとめるのは難しいという懸念があったため、総集編の代わりに今までの作品で描かれておらず、なおかつ既存の設定や3DCGモデルも流用できるイスカンダルからの帰路のエピソードを新規で作ることを打診し、新作映画として製作が決定した。なお、その後に総集編はこれとは別に改めて製作が決定し、『追憶の航海』として公開されることとなった。
第六章（2013年6月公開）を制作している頃には本作の制作が決まっていたため、第20話では本作へとつながる余地のある設定や描写が入れられた。ストーリーに関しては、当初は生き残りのオルタリア人がヤマトに保護を求めてくる話や、『宇宙戦艦ヤマト 新たなる旅立ち』に登場する自動惑星ゴルバをモチーフにした生命体が登場する話などの案もあったが、テレビシリーズで既出であることや模型展開の容易さ等という製作側の都合から、ガトランティスを主敵に据えた話となった。

### コンセプト・演出
本作はサイドストーリーであるが、1本の映画として成立するよう意識して作られている。その一端として、プロローグとエピローグの挿入がある。プロローグはテレビシリーズにおける第3話冒頭部分にあたるヤマトの地球圏離脱を月面から目撃するエピソードとなっており、その後OPで第3話から第24話までのダイジェストが流され、本編に入る。エピローグではテレビシリーズでの最終話にあたるヤマトとの通信回復の直前の司令部の様子が流される。これらのエピソードによってテレビシリーズとは異なる視点でのヤマトの旅立ちと帰還を描いている。また、意図的にストーリーのスケールを抑えているという点もある。これは1本の映画という尺に収めるという制約上、テレビシリーズと同じような戦略的な規模のストーリーでは個々のエピソードが些末になってしまいやすいことから、逆にその個々のエピソードに焦点を置いた戦術的なストーリーにすることにより深く掘り下げていく手法をとったためである。そのため、本作はあくまでも「航海の中で起こった1つの物語」という枠からはみ出さないものとなっている。
本作では「世代継承」や「異民族との共闘・相互理解」がテーマとして盛り込まれている。
また、本作は総集編を除けばヤマトシリーズで初めて波動砲を使用しない作品でもある。このことについて総監督の出渕は、波動砲がただの便利アイテムになることによる武器の性能のインフレを避け、逆に波動砲封印という制限を演出として組み込む意図があったことを語っている。

### 脚本・絵コンテ・作画
脚本は出渕が担当している。絵コンテは8人体制で描かれており、それぞれの得意パートに分担して行われた。各人の思い入れの強さのため、絵コンテは元のシナリオから内容が尺に収まりきらないほど膨らんでいき、その分チーフディレクターの別所誠人が第三者視点で不必要な部分を容赦なくカットしていくという状態となった。絵コンテを基に作られるアフレコ台本を見た際に桐生役の中村は「ぶ厚いと感じた」と述べている。なお、テレビシリーズにオープニングアニメーションの絵コンテでしか参加できなかった庵野秀明が、本作には原画として2カットのみ参加しており、インターネット上ではどこを担当したのかを推測されていたが、出渕曰く「全部外れていた」とのこと。

### 音楽
テレビシリーズ同様、宮川彬良が作曲を担当。テレビシリーズ使用曲も含め、全曲が新録されている。本作用に作られた曲は約40曲で、内訳は完全新規BGMが2割、テレビシリーズのBGMの編曲が4割、テレビシリーズ未使用の旧シリーズBGMの編曲が4割程度となっている。
旧シリーズBGMの選曲は音響監督の吉田知弘が行っており、『さらば』『ヤマト2』のものを中心としているが、1曲だけ『永遠に』から「新銀河誕生」が選曲されている。また、終盤でヤマトがメガルーダの追撃を始めるシーンから流される「大決戦-ヤマト・ガミラス・ガトランティス-」は、『新たなる旅立ち』の「大戦争-ゴルバ・デスラー・ヤマト-」をイメージして吉田が宮川に発注した。
作曲方法の違いとして、テレビシリーズでのBGMはあらかじめ録音したものをシーンに合わせて調節して流していたが、本作では最初からシーンに合わせて作曲するフィルムスコアリングに近い形式を採用している。コンテ撮を見ながら曲をイメージして作曲し、吉田たちと相談しながら音の伸びなどを調整して演奏・録音していった。なお、生演奏のため音のタイミングに若干のずれが生じてしまうが、そこは演奏の出来を優先して厳格にせずに映像側で微調整している。そのため厳密にはフィルムスコアリングではないが、宮川は「伸び伸びとしたフィルムスコアリング」と称している。
音楽収録は、昨今パートごとに別録りすることが多い中、珍しく全員が一堂に会して収録された。また、劇中でガミラス兵が弾いているピアノは宮川彬良自身が演奏している。なお、本作ではシンセサイザーを一切使用していない。
初収録は10月11日（『追憶の航海』公開日と同日）であり、それ以前に制作された予告映像では旧シリーズのBGMが使用されている。

## 制作状況
ヤマトシリーズ40周年記念作品という都合から、何としても2014年内に公開しなければならなかったが、制作日程はかなり逼迫していた模様で、アフレコ段階では画も完成しておらず、プロデューサーの郡司幹雄は社内で「諦めなよ」などと言われたこともあったと述べている。2014年12月の公開時の舞台挨拶も、出渕をはじめとする主要制作スタッフは登壇する余裕がなく、実際に公開された本編も作画未修正のままのシーンが散見され、BD/DVDにおいて大幅なリテイクが施された。

### 没シーン
上記の通り絵コンテの内容が膨らんだ影響もあり、尺や製作期間の都合でカットされたシーンが存在している。冒頭のバンデベル艦隊の戦闘シーンや前半のデスバテーター隊の奇襲にヤマトが対抗するシーンなどにも、もっと多くのカットが存在したが、制作が間に合わないため細かい描写のカットは極力省かれている。それ以外にも丸ごとカットされたシーンもあり、『宇宙戦艦ヤマト2199 COMPLETE WORKS-全記録集-Vol.3&脚本集』で確認できる。以下はカットされた主なシーン。
イスカンダル星とガミラス星のシーン
スターシャがヒスと通信し、地球との暫定協定について会話する。その後、ガミラス本星の現況が描かれ、ガデル・タランが音信不通の艦隊へヤマト攻撃禁止命令を伝達するため、警務艦隊を派遣させる。
これらは小説版ではカットされずに描かれている。また、前者のシーンは後述のピクチャードラマの案の1つとして挙げられたが、企画コンセプトに合致しないため没となった。
序盤の桐生の語りシーン
本編では航空隊の様子のみが無声で流されているが、シナリオ段階ではそれ以外にも艦内各所の現況が描かれていた。この一連のシーンは早い段階で絵コンテが上がっていたため、作画に入った後にカットされた。なお、シナリオ段階では南部が波動砲封印に対し懸念を示すシーンも桐生の語りに含まれていた。
岩田と遠山の将棋シーン
劣勢の岩田が「UFOがいる」という時代錯誤な方法で遠山の視線をそらして不正を働こうとし、榎本にツッコまれる。
島が太田のカメラを没収するシーン
太田が航海科女子に盗撮まがいの行為を働こうとし、島にカメラを取り上げられる。本編で島が使用したカメラは、このシーンで没収された太田の私物である。
上記の通り、作画段階に入った後でカットされたため、劇場公開前にネット上で公開された新作場面カットにはこのシーンのカットが存在していた（島と大島夏樹ともう1人の航海科女子クルーが映っているカット）。
相原と佐野が遠距離超空間通信のシステム開発を思案するシーン
本編ではカットされたが、公式サイトや劇場パンフレットでの相原のキャラクター解説で触れられている。後にテレビシリーズ最終話の超空間リレーへとつながる。
平田の茶道シーン
左舷展望室で茶会が開かれ、平田がクルーに茶を点てている。『全記録集・脚本集』のシナリオ決定稿には記載されていないが、『全記録集Vol.3』で「幻の茶道シーン」として設定画と絵コンテが掲載されている。設定監修は表千家の名取りでもあるむらかわが行っており、当人曰く「宇宙一正確なアニメでの茶道シーン」再現のため、作法や道具などに関して非常に詳細かつ丁寧な設定画が作成されていた。
本編で古代と玲が会話するシーンで映ったエレベーターホールのモニターの映像の紅葉と桜のうち紅葉のシーンは、本来このシーンでの展望室のモニターの映像だった。

## 公開・反響
12月6日に公開。当日新宿ピカデリーで舞台挨拶が行われたが、上記の通り主要制作スタッフは登壇せず、プロデューサーと声優のみ登壇した。
公開の2、3日前である12月3日、4日には、バンダイチャンネルにおいて、会員（有料・無料問わず）を対象とした各日先着4000名まで（どちらか1日のみ）の無料オンライン試写が行われた。また、同日には本編の冒頭9分間の映像も公開された。
2015年8月29日に鳥取県米子市で実施された、第54回日本SF大会”米魂”の星雲賞でメディア部門を受賞した。

## BD / DVD版での修正
上記の通り、BD・DVDにおいて大幅な作画のリテイクが行われた。修正カット数は600カット程度まで上り、全体の3分の1以上に至ったという。アニメスタッフがリテイク作業に追われるため、後述のピクチャードラマをむらかわみちおが担当した結果、コミカライズの連載が1回分中断することにもなった。
また、エピローグにおいて、ヤマトとの交信が回復する直前に藤堂が語るヤマト発進後の経過日数に誤りがあったが、総監督の出渕は「ちょうど今日（オーディオコメンタリーの収録日に）藤堂役の小川真司の訃報があり、修正できなかった」と語っている。
2015年4月10日、11日には、BD・DVDの完成を祝して、新宿ピカデリー・なんばパークスシネマ・MOVIX京都の三劇場でBD版の特別上映と主要制作スタッフが登壇する舞台挨拶が行われた。

## 主題曲・挿入歌
オープニングテーマ
「宇宙戦艦ヤマト2199」
作曲 - 宮川泰 / 編曲 - 宮川彬良 / VIOLIN & CO PRODUSE - 葉加瀬太郎
「宇宙戦艦ヤマト」のヴァイオリンアレンジ。葉加瀬太郎がヴァイオリンを演奏する。ボーカルはない。
宇宙戦艦ヤマトシリーズ40周年ということで、大胆な演出にこだわる西﨑彰司の決断により、なじみ深いささきいさおの歌ではなく、ボーカルなしの弦楽器の曲となった。
ヴァイオリン奏者は、歌詞のインパクトの強い本曲を、ボーカルなしでなおかつ弦楽器で表現できるアーティストということで、葉加瀬に声がかかった。葉加瀬自身も子供の頃にヤマトに夢中になった身であり、話が来た当初は信じられなかったという。演奏に当たっては、豪華なオーケストレーションにヴァイオリン1本の演奏で太刀打ちできるよう“一音入魂”で挑んだと述べている。ボーカルはないが、1番と2番でアレンジが違う。
作曲は、葉加瀬たちが主旋律を作曲し、それを聴いた宮川が副旋律を作曲するという手順となった。

エンディングテーマ
「Great Harmony 〜for yamato 2199」
作詞 - 吉元由美 / 作曲・編曲 - 宮川彬良 / 歌 - 平原綾香
タイトルの由来は「大和」の「偉大な調和」から。『2199』の新規BGMの1つである「大志」のメロディーが入っている。
本楽曲は、ヤマトシリーズにおいて宮川彬良が初の作曲を担当した主題歌でもある。もともと『2199』への参加は、テーマ曲は担当しなくても良さそうということで引き受けていたが、本作においてついに作ることになった。作曲の際には、作詞担当の吉元と詞の内容でやり取りを何度も繰り返したという。
また、歌を担当する平原綾香は、父親である平原まことが宮川泰のバンド「名匠宮川組」のコアメンバーだったことから、宮川彬良とともに"世代交代"という作品内容にも共通する事柄ということにより、西﨑彰司と音楽スタッフの意向で参加が決定した。

挿入歌
「わかれ」
訳詞 - 岡本敏明 / 編曲 - 宮川彬良 / 歌 - 東京混声合唱団
ドイツ民謡の「別れの歌」。日本語訳詞は複数あるが、本作では岡本敏明訳の歌詞を使用しており、劇中では沖田曰く「再会を胸に別れゆく友を想うという歌」として紹介されている。劇中では沖田の私物のレコードとして登場し、演出的には古代やバーガーたちの信頼関係を端的に表現する意図で使われている。「ムシデン」の使用を提案したのは構成協力として参加していた高山文彦。
サントラには「わかれ-出港-」とのメドレーで収録。曲単体は、「宮川彬良 Presents『宇宙戦艦ヤマト2199』コンサート2015」において、S席チケットの特典である劇中のLPジャケットを再現したCDに収録された。

## 特別番組
公開を記念して放送。ナビゲーターはいずれも中村繪里子、内田彩。
劇場公開記念!!『宇宙戦艦ヤマト2199 星巡る方舟』発進SP
『星巡る方舟』の最新映像や、スタッフへのインタビュー映像などを放映。YouTubeの松竹チャンネルでも公開された（2015年12月現在は非公開）。BD・DVDに特典映像として収録。
| 放送地域       | 放送局         | 放送日         | 放送時間           | 放送系列       | 備考             |
| -------------- | -------------- | -------------- | ------------------ | -------------- | ---------------- |
| 埼玉県         | テレ玉         | 2014年12月3日  | 水曜 21:00 - 21:30 | 独立局         |                  |
| 北海道         | 北海道放送     | 2014年12月4日  | 木曜 25:40 - 26:10 | TBS系列        |                  |
| 東京都         | TOKYO MX       | 2014年12月5日  | 金曜 25:35 - 26:05 | 独立局         |                  |
| 福岡県         | 九州朝日放送   | 2014年12月5日  | 金曜 26:31 - 27:01 | テレビ朝日系列 |                  |
| 熊本県         | 熊本朝日放送   | 2014年12月6日  | 土曜 7:30 - 8:00   | テレビ朝日系列 |                  |
| 日本全域       | ニコニコ生放送 | 2014年12月6日  | 土曜 22:00 -       | ネット配信     |                  |
| 中京広域圏     | メ〜テレ       | 2014年12月6日  | 土曜 25:55 - 26:25 | テレビ朝日系列 |                  |
| 日本全域       | ファミリー劇場 | 2014年12月6日  | 土曜 29:20 - 30:00 | CS放送         | リピート放送あり |
| 静岡県         | 静岡放送       | 2014年12月7日  | 日曜 24:50 - 25:20 | TBS系列        |                  |
| 宮城県         | 東北放送       | 2014年12月7日  | 日曜 25:25 - 25:55 | TBS系列        |                  |
| 広島県         | 中国放送       | 2014年12月8日  | 月曜 25:58 - 26:28 | TBS系列        |                  |
| 香川県・岡山県 | 西日本放送     | 2014年12月10日 | 木曜 27:15 - 27:45 | 日本テレビ系列 |                  |
| 新潟県         | テレビ新潟     | 2014年12月13日 | 土曜 10:30 - 11:00 | 日本テレビ系列 |                  |
| 大阪府ほか     | テレビ大阪     | 2014年12月13日 | 土曜 28:10 - 28:40 | テレビ東京系列 |                  |

これを観ないと2199は完結しない!「宇宙戦艦ヤマト2199 星巡る方舟」大ヒット航海中SP
『星巡る方舟』の見どころ紹介や、初日舞台挨拶の様子や舞台裏が放映された。放送後、YouTubeの松竹チャンネルでも公開された（2015年12月現在は非公開）。BD初回限定盤の特典ディスクに収録。
| 放送地域 | 放送局             | 放送日         | 放送時間           | 放送系列   |
| -------- | ------------------ | -------------- | ------------------ | ---------- |
| 東京都   | TOKYO MX           | 2014年12月21日 | 日曜 24:00 - 24:30 | 独立局     |
| 日本全域 | BS11               | 2014年12月23日 | 火曜 23:30 - 24:00 | BS放送     |
| 日本全域 | ニコニコ生放送[63] | 2014年12月24日 | 水曜 0:30 - 1:00   | ネット配信 |

## ピクチャードラマ
BD初回限定盤の特典ディスクに収録された各1 - 2分程度のショートストーリー。紙芝居のような形式で、何枚かの静止画に声が当てられている。
「映画では語られなかったエピソードを膨らませていく」というコンセプトで製作委員会が企画し、依頼を受けたむらかわみちおが、ネタ出し、脚本、ラフ、絵コンテ、作画、選曲、演出補助の全ての作業を1人で行った。描いた絵の総枚数は30枚以上で、#制作の経緯の記述の通りコミカライズの連載が1回分中断する結果になった。なお、本企画は映画総監督である出渕には知らせられずに進められた模様。
制作にあたっては、本編の脈絡で説明を捕捉できるようなエピソードの付加を模索し、製作委員会と意見交換をしつつ、7本を考案し、そのうち6本のラフが描かれた。そして、4本が絵コンテ化され、最終的に3本が採用された。エピソードごとに絵画的表現を異なるものにしようというアイデアより、線画や彩色のタッチを変えている。なお、むらかわ曰く「真面目な話よりもコミカルな話の方が採用率が高い」とのこと。以下が収録された3本。
蒼ざめし我の心に
古代たちがシャンブロウ探査中のヤマト側のエピソード。タイトルの由来は中原中也の詩「蒼ざめし我の心に」。
聖アントニウスの誘惑
南部が波動撃ちたさに悶絶する様子を描いたエピソード。
会戦
雪と玲がパフェを食べながら語り合うエピソード。

### スタッフ（ピクチャードラマ）
- 企画 - 藤澤宣彦、内海慶美
- 脚本・構成・作画 - むらかわみちお
- 制作 - 郡司幹雄、大瀬裕嗣、萩野宏之
- 音響効果 - 西村睦弘
- 音響制作担当 - 大野拓也、山本航平
- 音響制作 - 東北新社
- ビデオ制作 - キュー・テック
- 著作総監修 - 西崎彰司
- 監修協力 - ボイジャーホールディングス

### キャスト（ピクチャードラマ）
蒼ざめし我が心に
- 真田志郎 - 大塚芳忠
- 森雪 - 桑島法子
- 市川純 - 藤田咲

聖アントニウスの誘惑
- 太田健二郎 - 千葉優輝
- 市川純 - 藤田咲

会戦
- 森雪 - 桑島法子
- 山本玲 - 田中理恵
- 太田健二郎 - 千葉優輝

## Blu-ray/DVD
バンダイビジュアルよりBlu-ray DiscとDVDが発売。
BD初回限定版はオリコン週間総合BDランキングでヤマトシリーズ初となる初登場首位を獲り、通常版も7位、DVDも同DVDランキングで3位に入った。
- 宇宙戦艦ヤマト2199 星巡る方舟(初回限定版)　品番：BCXA-0968　発売日：2015年5月27日
  - 特典DISC「舞台挨拶映像（12月14日）、特番「宇宙戦艦ヤマト2199 星巡る方舟」大ヒット航海中ＳＰ たっぷりヤマトークナイト星巡るミュージック編（出演:宮川彬良、吉田知弘、小林 治）、たっぷりヤマトークナイト星巡るギャラリー編（出演:加藤直之、麻宮騎亜、小林 治）、ヤマトーク出張版「YRAラジオヤマト最終回Special!」（出演:内田 彩、中村繪里子）、劇伴収録風景、「宇宙戦艦ヤマト2199」ヒット祈願in嚴島神社、ピクチャードラマ・絵コンテ集[66]」
- 宇宙戦艦ヤマト2199 星巡る方舟(通常版)　品番：BCXA-0967　発売日：2015年5月27日
- 宇宙戦艦ヤマト2199 星巡る方舟　品番：BCBA-4677　発売日：2015年5月27日
  - AR台本、トレーディングカード付き初回限定生産BD・通常版DVDがヤマトクルーより2015年5月27日に発売。
  - AmazonからはAmazon限定・全ディスク収納オリジナルデジパック付初回限定生産BDが2015年5月27日に発売。

## メディア展開
豊田巧による公式ノベライズが2014年12月6日にマッグガーデンから発売（ISBN 978-4-8000-0394-2）。構成は『小説 宇宙戦艦ヤマト2199［下］』と同じ。アニメ版にある地球の描写はすべて省かれており、戦艦大和のエレベータの描写が異なっていたり、最終決戦が独自の展開になっていたりするなど、細部に小説オリジナルの表現がみられる。作品内で語られる七色星団海戦などの過去の出来事は、メルヒの設定を除き、同じ小説版に準拠している。